# Piletocera viperalis
Piletocera viperalis is een vlinder van de familie van de grasmotten (Crambidae). De wetenschappelijke naam van deze soort is voor het eerst voorgesteld als Stenia viperalis door Achille Guenée in een publicatie uit 1862.
De soort komt voor op Réunion en Mauritius.